# Gran Premi de Doha
El Gran Premi de Doha va ser una cursa ciclista d'un sol dia que es disputava a Doha, Qatar, sovint com a preparació del Tour de Qatar. La primera edició es disputà el 2004, mentre que la darrera fou el 2008. La cursa formava part de l'UCI Asia Tour, amb una categoria 1.2.

## Palmarès
| Any  | Vencedor          | Segon              | Tercer            |
| ---- | ----------------- | ------------------ | ----------------- |
| 2004 | Simone Cadamuro   | Tom Boonen         | Francesco Chicchi |
| 2005 | Robert Hunter     | Tom Boonen         | Lars Michaelsen   |
| 2006 | Tom Boonen        | Robert Hunter      | Erik Zabel        |
| 2007 | No es disputà     | No es disputà      | No es disputà     |
| 2008 | Ayman Ben Hassine | Ahmed Mohammed Ali | Karim Jendoubi    |